# Muisca
 Der er for få eller ingen kildehenvisninger i denne artikel, hvilket er et problem. Du kan hjælpe ved at angive troværdige kilder til de påstande, som fremføres i artiklen.

Muisca, også kendt som chibcha eller mosca, er et uddødt chibchansk sprog som blev talt af muiscafolket i Colombia frem til slutningen af 1700-tallet. Karl 3. af Spanien forbød sproget 10. maj 1770, og det forblev forbudt frem til 1990, hvor det for længst var uddødt. Der undervises i dag i muisca på en skole i kommunen Cota.
Chibcha har givet navn til den chibchanske sprogfamilie.
| Sprog | Spire Denne artikel om sprog er en spire som bør udbygges. Du er velkommen til at hjælpe Wikipedia ved at udvide den. |